# ألكسندر غرين
ألكسندر غرين (بالروسية: Александр Грин)، في الفترة من 23 أغسطس 1880 حتى 8 يوليو 1932) كان كاتبًا روسيًا اشتهر بكتابة الروايات الرومانسية والقصص القصيرة، وتقع أحداث أغلبها في أرض خيالية لا تحمل اسمًا لكن لها طابع أوروبي أو أمريكي لاتيني (ويشير محبو غرين إلى هذه الأرض باسم جرينلانديا). وتتناول أغلبية كتاباته عناصر مثل البحر والمغامرات والحب.

## السيرة الذاتية
كان ألكسندر غرين يحمل عند مولده اسم ألكسندر ستيفانوفيتش جرنفيسكي (Alexander Stefanovich Grinevsky) (بالروسية: Александр Стефанович Гриневский)‏وولد في ضاحية فياتكا (Vyatka) في 1880، وهو ابن لرجل بولندي تم نفيه بعد انتفاضة يناير في عام 1863. وفي عام 1896، وبعد تخرجه من إحدى المدارس في فياتكا، ذهب جرنفيسكي إلى أوديسا وكانت حياته كحياة المشردين. عمل غرين بحارًا وعامل تنقيب في مناجم الذهب وعامل بناء، لكن في بعض الأحيان كان يجد نفسه بلا عمل وكان يحصل على قوته عن طريق التسول بالإضافة إلى الأموال التي يرسلها إليه والده.
وبعد التحاقه بالجيش الروسي، أصبح عضوًا في الحزب الاشتراكي الثوري، وقُبض عليه وأمضى مدة في السجن بتهمة «الدعاية الثورية». وقد نُشرت أول قصة قصيرة كتبها غرين في إحدى الصحف عام 1906. وقبض عليه في نفس العام في مدينة سانت بطرسبرغ وحكم عليه بالنفي إلى منطقة نائية في توبولسك غوبرنيه لمدة أربع سنوات. مع ذلك، وفي غضون فترة قصيرة بعد وصوله إلى توبولسك، هرب غرين وعاد إلى بطرسبرغ ليعيش هناك بصورة غير شرعية. وقُبض عليه مرة أخرى عام 1910 وأرسل للعيش في أرخانغلسك غوبرنيه. وفي قرية صغيرة تدعى كيغوستروف، عاش غرين مع زوجته الأولى فيرا بافلوفينا أبرموفا (Vera Pavlovna Abramova) (التي تزوجها عام 1910) من عام 1910 إلى 1912.
وفي عام 1912، عاد إلى سانت بطرسبرغ وطلق زوجته. وفي ذلك الوقت، كانت أغلبية كتابات غرين المنشورة من القصص القصيرة، إذ كتب أغلب أعماله الكبيرة بعد ثورة أكتوبر وتمتع بشعبية وصيت واسعين في النصف الأول من عشرينيات القرن العشرين. تزوج غرين في عام 1921 من نينا نيكولوفينا غرين (Nina Nikolaevna Grin) (من 1894 حتى 1970). وفي عام 1924، انتقل إلى فيودوسيا ليعيش قرب البحر. وفي أواخر أيامه، كانت رؤى غرين الرومانسية في صراعٍ ضارٍ مع التيار السائد حينئذ في الأدب الروسي، ورفض الناشرون في موسكو ولينينغراد نشر كتاباته الرومانسية وعاش غرين وزوجته في فقر مدقع. وكان غرين يعاني من إدمان الكحول والسل مما أدى في النهاية إلى تدمير صحته. وتُوفي غرين إثر إصابته بـسرطان المعدة عام 1932 في ستاري قرم.">https://web.archive.org/web/20070927012346/http://www.krasivoe.ru/krim/pheodosia/grin.html]</ref></a>

## أعماله

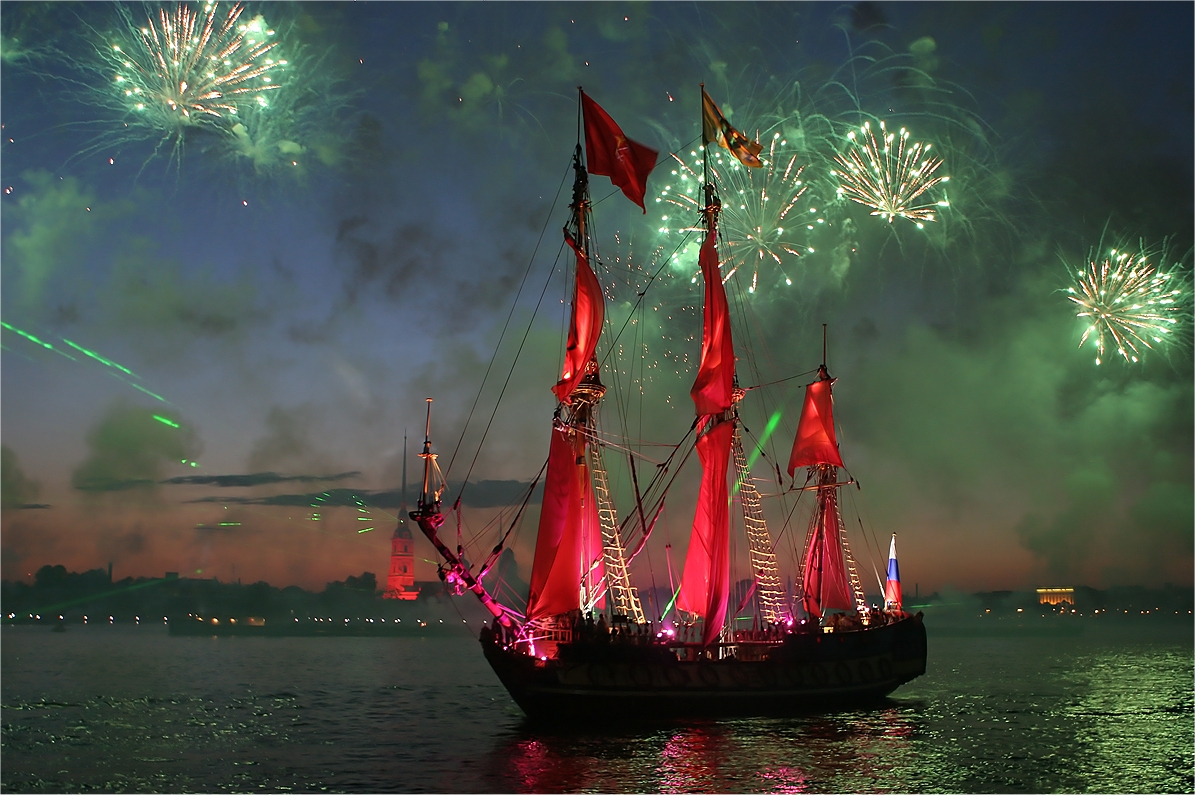
سفينة ذات أشرعة قرمزية هي تعويذة لاحتفالات "الأشرعة القرمزية" التي تقام في سانت بطرسبرغ وقد حملت تلك الاحتفالات هذا الاسم بعد رواية ألكسندر غرين التي كانت تحمل هذا الاسم.

لا تحمل أغلبية كتابات ألكسندر غرين أي علاقة مباشرة بواقع الحكم القيصري وروسيا السوفيتية الذي عاشه. فقد كان الموقع في أغلب ما كتبه من روايات وقصص قصيرة في مكان لا يحمل اسمًا قرب البحر ويبدو أنه بعيد عن أوروبا، لكن تتسم كافة أسماء ومظاهر شخصيات كتاباته بطابع أوروبي غربي. حتى إن اسمه المستعار (غرين) يعد تنصلاً من هويته الروسية التي تظهر جلية في لقبه الحقيقي (غرينفيسكي). وقد كان بعض قراء كتاباته الأولى (مثل بوستوفيسكي (Konstantin Georgiyevich Paustovsky) الذي ظل أحد محبي غرين حتى آخر حياته) يعتقدون في البداية أنهم يقرأون كتابات مترجمة لكاتب أجنبي.
وعلى الرغم من أن بعض النقاد وصفوا أعمال جرن بـ «خيال المراهقين»، إلا أنها لاقت إعجابًا على المستوى العالمي. ومثل كتّأب الفنتازيا في النصف الثاني من القرن العشرين، تناول غرين الرغبات الإنسانية والمشاعر في أكثر صورها نقاءً. ولم يكن العالم الذي صنعه عالمًا خياليًا، فهو يشترك في نقاط عدة مع الحياة الواقعية التي ظهرت في بداية القرن العشرين (مثل السيارات والبنوك)، لكن يسيطر عليها دومًا إحساس عام أنها أكثر رومانسية و«طفولية». ومع شهرة عالمه بالقباطنة والبحارين والعلماء والرحالة والمجرمين والأرستقراطيين المترفين والفتيات الطفولية والأوغاد الأنيقين والأبطال ذوي العزيمة القوية الذين يظلون أوفياءً لأحلامهم، فإن عالم غرين (يُشار إليه أحيانًا بـ جرينلانديا بواسطة محبي جرن) يعد أحد العوالم الخيالية الأكثر جاذبية وأكثرها «ملاءمة للعيش بها». وتحتوي بعض من رواياته على عنصر السحر - ليس كركن أساسي من عالمه، لكن يكون دومًا كمعجزة تغير حياة من يواجهونه.

## قائمة المصادر
من أشهر الروايات التي كتبها:
- الأشرعة القرمزية (Scarlet Sails) (Алые паруса، عام 1923)، هي رواية بسيطة إلا أنها تروي قصة حب قوية، وعلى الأغلب هي أكثر أعمال غرين شهرة. وقد تم تحويلها إلى فيلم إنتاج 1961، أثناء فترة خروشتشف ثاو (Khrushchev Thaw) حيث أعيد إحياء شعبية أعمال غرين.
- العالم المضيء (The Shining World) (Блистающий мир، عام 1923)
- السلسلة الذهبية (The Golden Chain) (Золотая цепь، عام 1925)
- تلك التي تمشي على الأمواج (She Who Runs on the Waves) (Бегущая по волнам، عام 1928)
- جيسي ومورجيانا (Jessie and Morgiana) (Джесси и Моргиана، عام 1929). وتحولت إلى فيلم مورجيانا عام 1972.[21]
- الطريق إلى العدم (The Road to Nowhere) (Дорога никуда، عام 1930)

## الكتب
- مختارات من القصص القصيرة. ترجمها نيكولاس لوكر (Nicholas Luker). 184 صفحة آن أربور، ميتشيل (Ann Arbor, Mich.): آدريس ببلشرز (Ardis Publishers)

## روابط خارجية
- ألكسندر غرين على موقع IMDb (الإنجليزية)
- ألكسندر غرين على موقع الموسوعة البريطانية (الإنجليزية)
- ألكسندر غرين على موقع قاعدة بيانات الفيلم (الإنجليزية)